# Agrippina (Händel)
Agrippina (HWV 6) è un'opera seria in tre atti di Georg Friedrich Händel, da un libretto del cardinale Vincenzo Grimani. Composta per il Carnevale di Venezia del 1709-1710, l'opera racconta la storia di Agrippina, madre di Nerone, mentre trama la caduta dell'imperatore romano Claudio e l'insediamento di suo figlio come imperatore. Il libretto di Grimani, considerato uno dei migliori che Händel abbia mai avuto, è una "commedia satirica anti-eroica", piena di allusioni politiche d'attualità. Alcuni analisti ritengono che rifletta la rivalità del Grimani con Papa Clemente XI.
Händel compose Agrippina al termine di una visita di tre anni in Italia. La prima fu eseguita a Venezia il 26 dicembre 1709 al Teatro San Giovanni Grisostomo di Venezia diretta dal compositore con Diamante Maria Scarabelli, Margherita Durastanti, Valeriano Pellegrini, Francesca Vanini, Antonio Francesco Carli e Giuseppe Maria Boschi e fu un successo immediato. Dalla sua serata di apertura è seguita una serie di 27 repliche consecutive, per allora senza precedenti e ricevette il plauso della critica. Gli osservatori erano pieni di elogi per la qualità della musica, molta della quale, in linea con gli usi del momento, era stata presa in prestito e adattata da altre opere, tra cui alcune di altri compositori. Nonostante l'evidente entusiasmo del pubblico per il lavoro, Händel non promosse ulteriori allestimenti.
Negli anni successivi la prima ci furono produzioni occasionali, tra cui il 3 novembre 1718 ad Amburgo, ma quando le opere di Händel andarono fuori moda a metà del XVIII secolo essa e le altre sue opere drammatiche furono completamente dimenticate.
Nel XX secolo le opere di Händel hanno iniziato una ripresa che, dopo le produzioni in Germania, ha visto Agrippina debuttare in Gran Bretagna e in America. Negli ultimi anni le esecuzioni del lavoro sono diventate più comuni, con allestimenti innovativi presso la New York City Opera e il London Coliseum nel 2007. Un'opinione critica moderna è che Agrippina è il primo capolavoro operistico di Händel, piena di freschezza e di invenzione musicale, che l'hanno resa una delle opere più popolari della continua rinascita di Händel.

## Un libretto vivace
Il libretto, del cardinale Vincenzo Grimani, ambasciatore asburgico in Vaticano e Viceré di Napoli, vivace e brillante, rende difficile la classificazione dell'opera, che alterna momenti comici (il triplice appuntamento di Claudio, Ottone e Nerone in casa di Poppea) a momenti più seri (quando Agrippina medita l'uccisione di Ottone, e lo stesso Ottone che medita quasi il suicidio). Sono frequenti anche allusioni satiriche e politiche: Grimani si fa beffe della Curia romana, rappresentando il pontefice Clemente XI come Claudio.

## Ruoli

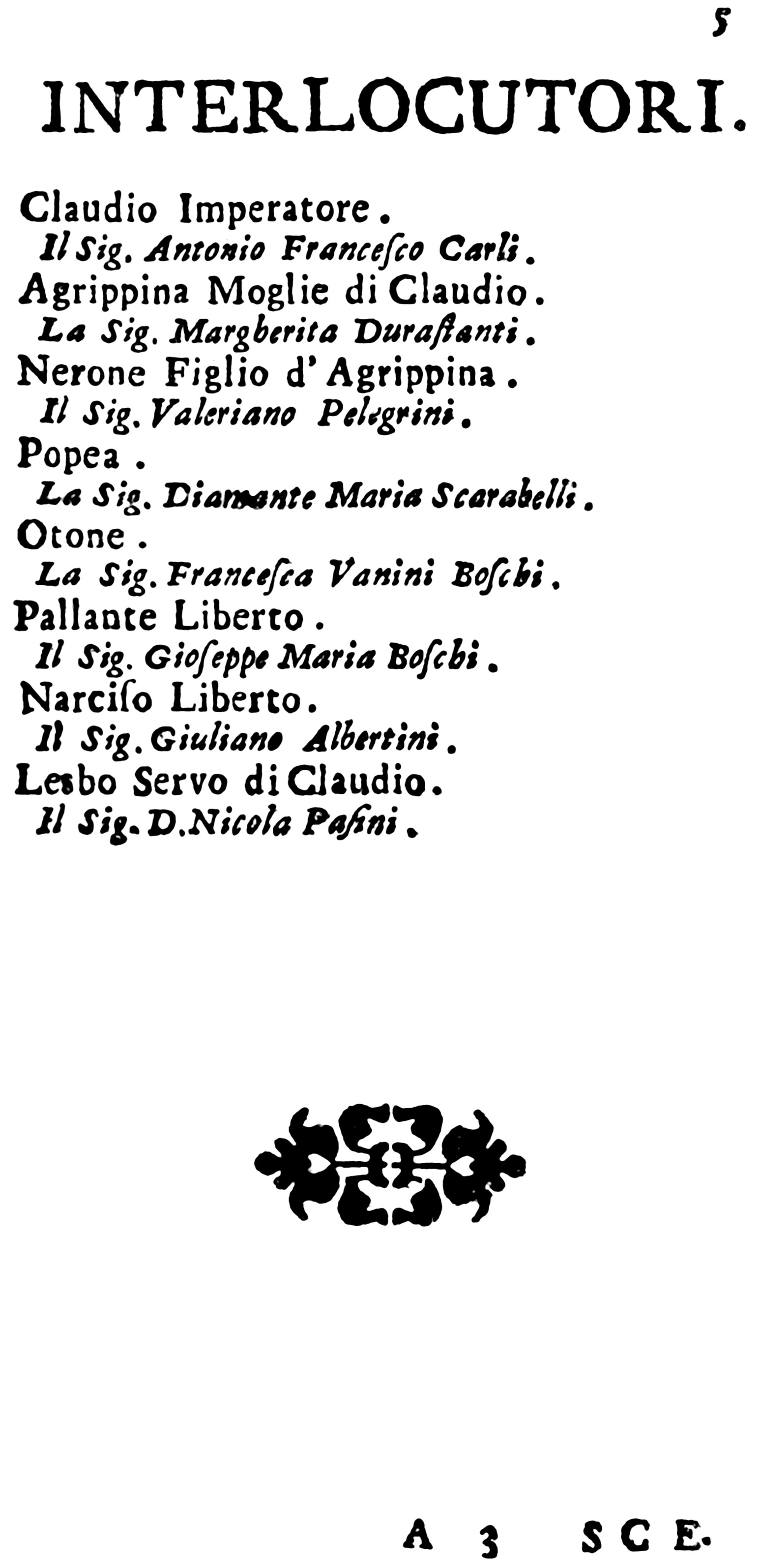
Il cast originale per Agrippina, come pubblicizzato al momento della prima produzione

| Ruolo     | Tipo voce          | Cast della prima, 26 dicembre 1709 (Direttore: George Frideric Handel) |
| --------- | ------------------ | ---------------------------------------------------------------------- |
| Agrippina | soprano            | Margherita Durastanti                                                  |
| Nerone    | soprano castrato   | Valeriano Pellegrini                                                   |
| Pallante  | basso              | Giuseppe Maria Boschi                                                  |
| Narciso   | contralto castrato | Giuliano Albertini                                                     |
| Lesbo     | basso              | Nicola Pasini                                                          |
| Ottone    | contralto          | Francesca Vanini-Boschi                                                |
| Poppea    | soprano            | Diamante Maria Scarabelli                                              |
| Claudio   | basso              | Antonio Francesco Carli                                                |
| Giunone   | contralto          | Francesca Vanini-Boschi                                                |

## Trama

### Atto 1
Alla notizia che il marito, l'imperatore Claudio, è morto in una tempesta in mare, Agrippina complotta per garantire il trono a Nerone, il figlio avuto da un precedente matrimonio. Nerone non è entusiasta di questo progetto, ma acconsente ai desideri di sua madre ("Con saggio Tuo consiglio"). Agrippina ottiene l'appoggio dei due liberti di Claudio, Pallante e Narciso, che acclamano Nerone nuovo imperatore.

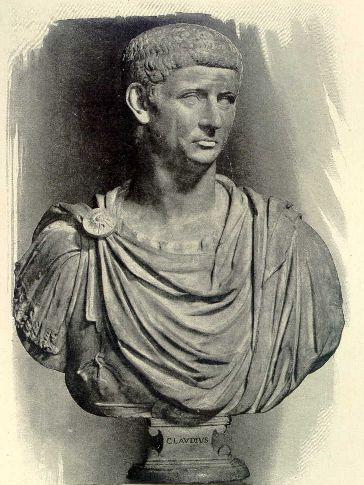
Una rappresentazione dell'Imperatore Claudio

Con l'assenso del Senato, Agrippina e Nerone cominciano a salire al trono, ma la cerimonia viene interrotta dall'ingresso del servo di Claudio, Lesbo. Questo annuncia che il suo padrone è vivo ( "Allegrezza! Claudio giunge!"), salvato dalla morte da Ottone, comandante dell'esercito. Ottone stesso conferma la storia e rivela che Claudio gli ha promesso il trono in segno di gratitudine. Agrippina è frustrata, fino a quando Ottone le confida in segreto che ama la bella Poppea più di quanto desideri il trono. Agrippina, consapevole del fatto che anche Claudio ama Poppea, vede una nuova opportunità per le sue ambizioni per Nerone. Questa va così da Poppea e le dice, ingannandola, che Ottone si è accordato con Claudio in modo tale che il primo guadagni il trono, e il secondo Poppea. Agrippina consiglia a Poppea di rovesciare la situazione di Ottone dicendo all'imperatore che il comandante dell'esercito le ha ordinato di rifiutare le attenzioni di Claudio. Questo, crede Agrippina, farà sì che Claudio ritiri la sua promessa del trono ad Ottone.
Poppea crede ad Agrippina. Quando Claudio arriva a casa di Poppea, lei denuncia quello che crede sia il tradimento di Ottone. Claudio si allontana infuriato, mentre Agrippina consola cinicamente Poppea dichiarando che la loro amicizia non potrà mai essere spezzata con l'inganno ("Non ho cor Che per Amarti").

### Atto 2
Pallante e Narciso si rendono conto che Agrippina li ha ingannati per sostenere Nerone e decidono di non avere più a che fare con lei. Ottone arriva, nervoso per l'incoronazione vicina ( "Coronato il crin d'alloro"), seguito da Agrippina, Nerone e Poppea, che sono venuti a salutare Claudio. Si uniscono in un coro trionfale ("Di timpani e trombe") come entra Claudio. Ognuno a turno rende omaggio all'imperatore, ma Ottone viene freddamente respinto poiché Claudio lo denuncia come traditore. Ottone è sconvolto e si appella ad Agrippina, Poppea e Nerone per un aiuto, ma tutti lo rifiutano, lasciandolo in smarrimento e disperazione ("Otton, qual portentoso fulmine" seguito da "Voi che udite il mio lamento").
Tuttavia Poppea è toccata dal dolore del suo ex amato e si chiede se non potrebbe essere innocente ("Bella pur nel mio diletto"). Ella finge di dormire e, quando Ottone si avvicina, rivela nel sonno ciò che Agrippina le ha confidato in precedenza. Ottone la ascolta, protesta ferocemente la sua innocenza, e convince Poppea che Agrippina l'ha ingannata. Poppea giura vendetta ("Ingannata una sol volta", aria alternativa "Pur punir chi m'ha ingannata"), ma è distratta quando Nerone viene avanti e dichiara il suo amore per lei. Nel frattempo Agrippina, dopo aver perso il sostegno di Pallante e Narciso, riesce a convincere Claudio che Ottone sta ancora tramando per prendere il trono. Lei consiglia a Claudio di mettere un termine alle ambizioni di Ottone una volta per tutte, abdicando in favore di Nerone. Claudio è d'accordo, ritenendo che questo gli permetterà di conquistare Poppea.

### Atto 3
Poppea ha ora intenzione di mettere in atto alcuni dei propri inganni nel tentativo di distogliere l'ira di Claudio da Ottone, con il quale è ormai riconciliata. Ella nasconde Ottone nella sua camera da letto dicendogli di ascoltare attentamente. Presto arriva Nerone insistendo con il suo amore per lei ("Coll'ardor del tuo bel core"), ma lei lo inganna e nasconde anche lui. Poi entra Claudio; Poppea gli dice che in precedenza lui l'aveva fraintesa: non era Ottone, ma Nerone che le aveva ordinato di respingere Claudio. Per dimostrare ciò che dice, chiede a Claudio di far finta di andarsene, poi chiama Nerone che, pensando che Claudio sia andato via, riprende il suo appassionato corteggiamento di Poppea. Claudio riappare all'improvviso e respinge con rabbia il mortificato Nerone. Dopo che Claudio si é allontanato, Poppea prende Ottone dal nascondiglio e i due si promettono amore eterno in arie separate.
A palazzo Nerone racconta ad Agrippina dei suoi problemi, e decide di rinunciare all'amore per l'ambizione politica ("Come nube che fugge dal vento"). Ma Pallante e Narciso hanno ormai rivelato a Claudio il complotto originale di Agrippina, in modo che quando Agrippina sollecita l'imperatore a cedere il trono al Nerone, lui l'accusa di tradimento. Lei però sostiene che i suoi sforzi per assicurare il trono a Nerone sono stati per tutto il tempo solo uno stratagemma per salvaguardare il trono per Claudio ("Se vuoi pace"). Claudio le crede, tuttavia, quando Poppea, Ottone, e Nerone arrivano, Claudio annuncia che Nerone e Poppea si sposeranno, e che Ottone avrà il trono. Nessuno è soddisfatto di questo accordo, perché i loro desideri sono stati tutti cambiati, così Claudio in uno spirito di riconciliazione cambia la sua decisione, dando Poppea ad Ottone e il trono a Nerone; poi convoca la dea Giunone, che discende a pronunciare una benedizione generale ("V'accendano le tede i raggi delle stelle").

## Struttura dell'opera
- Sinfonia

### Atto I
- Aria (Nerone) - Con saggio tuo consiglio
- Aria (Pallante) - La mia sorte fortunata
- Aria (Narciso) - Volo pronto, e lieto il core
- Aria (Agrippina) - L'alma mia fra le tempeste
- Arioso (Nerone) - Qual piacer a un cor pietoso
- Quartetto (Agrippina, Nerone, Pallante, Narciso) - Il tuo figlio merta sol scettro e corone
- Arietta (Lesbo) - Allegrezza! Claudio giunge
- Aria (Agrippina) - Tu ben degno sei d'allor
- Aria (Ottone) - Lusinghiera mia speranza
- Aria (Poppea) - Vaghe perle, eletti fiori
- Aria (Poppea) - È un foco quel d'amore
- Aria (Agippina) - Ho un non so che nel cor
- Aria (Poppea) - Fa' quanto vuoi
- Aria (Claudio) - Pur ritorno a rimirarvi
- Arietta (Claudio) - Vieni, oh cara
- Terzetto (Poppea, Claudio, Lesbo) - E quando mai?
- Aria (Agrippina) - Non ho cor che per amarti
- Aria (Poppea) - Se giunge un dispetto

### Atto II
- Aria (Ottone) - Coronato il crin d'alloro
- Coro - Di timpani e trombe
- Aria (Claudio) - Cade il mondo soggiogato
- Aria (Agrippina) - Nulla sperar da me
- Aria (Poppea) - Tuo ben è il trono
- Aria (Nerone) - Sotto il lauro che hai sul crine
- Recitativo e Aria (Ottone) - Otton, qual portentoso fulmine è questi? - Voi che udite il mio lamento
- Aria (Poppea) - Bella pur nel mio diletto
- Arioso (Ottone) - Vaghe fonti, che mormorando
- Aria (Ottone) - Ti vo' giusta e non pietosa
- Aria (Poppea) - Ingannata una sol volta
- Aria (Poppea) - Col peso del tuo amor
- Aria (Nerone) - Quando invita la donna l'amante
- Aria (Agrippina) - Pensieri, voi mi tormentate
- Aria (Pallante) - Col raggio placido della speranza
- Aria (Narciso) - Spererò, poiché mel dice
- Aria (Claudio) - Basta che sol tu chieda
- Aria (Agrippina) - Ogni vento ch'al porto lo spinga

### Atto III
- Aria (Ottone) - Tacerò, pur che fedele
- Aria (Nerone) - Coll'ardor del tuo bel core
- Aria (Claudio) - Io di Roma il Giove sono
- Aria (Ottone) - Pur ch'io ti stringa al sen
- Aria (Poppea) - Bel piacere è godere fido amor
- Aria (Nerone) - Come nube che fugge dal vento
- Aria (Agrippina) - Se vuoi pace, o volto amato
- Coro - Lieto il Tebro increspi l'onda
- Aria (Giunone) - V'accendano le tede i raggi delle stelle

## Storia delle esecuzioni

### Prima
La data della prima esecuzione di Agrippina, su cui vi è stato un tempo un po' di incertezza, è stata confermata da un bollettino manoscritto del 26 dicembre 1709. Il cast composto da alcuni dei più importanti cantanti del Nord Italia del momento, tra cui Antonio Carli nel ruolo del basso principale; Margherita Durastanti, che di recente aveva cantato il ruolo di Maria Maddalena ne La resurrezione di Handel e Diamante Scarabelli, il cui grande successo a Bologna nel 1697 nel pasticcio Perseo ispirò la pubblicazione di un volume di versi elogiativi intitolato La Miniera del Diamante.
Agrippina si dimostrò estremamente popolare, ed affermò la fama internazionale di Händel. La sua produzione originalmente era per 27 spettacoli, straordinariamente lunga per quel tempo. Il biografo di Händel John Mainwaring scrisse della prima rappresentazione:.. "Il teatro in quasi ogni pausa risuonava di grida di Viva il caro sassone!  Erano folgorati dalla grandezza e sublimità del suo stile, perché non avevano mai conosciuto fino ad allora tutti i poteri dell'armonia e della modulazione così strettamente disposti e fortemente combinati."  Molti altri registrarono schiaccianti reazioni positive al lavoro.

### Esecuzioni successive
Tra il 1713 e il 1724 ci furono produzioni di Agrippina a Napoli, Amburgo e Vienna, anche se Händel personalmente non ha mai ripreso l'opera dopo il suo debutto iniziale. La produzione di Napoli includeva musica addizionale di Francesco Mancini. Nel tardo XVIII e per tutto il XIX secolo, le opere di Händel caddero nel dimenticatoio e nessuna andò in scena tra il 1754 e il 1920. Tuttavia, quando l'interesse per le opere di Händel si risvegliò nel XX secolo, Agrippina ricevette diverse esecuzioni, che iniziano con una produzione del 1943 nel luogo di nascita di Händel, Halle, sotto la direzione di Richard Kraus al Teatro dell'Opernhaus Halle. In questa performance il ruolo di contralto di Ottone, composto per una donna, fu trasformato in un basso accompagnato da corni inglesi, "con effetti disastrosi sul delicato equilibrio e la consistenza della partitura", secondo Winton Dean. La RAI Radio Audizioni Italiane ha prodotto una trasmissione radiofonica in diretta dell'opera il 25 ottobre 1953, segnando la prima volta che Agrippina veniva trasmessa con un mezzo diverso dal palcoscenico. Il cast includeva Magda László nel ruolo del protagonista e Mario Petri come Claudio, e l'esecuzione fu diretta da Antonio Pedrotti.
Una esecuzione del 1958 a Lipsia, e molti altri allestimenti in Germania, precedettero la prima inglese dell'opera ad Abingdon, Oxfordshire, nel 1963 ed in Scozia nel 1965 a Kinross-shire (Perth e Kinross) per i Ledlanet Nights. Nel 1983 l'opera torna a Venezia, per una esecuzione sotto Christopher Hogwood con Bernadette Manca di Nissa e Giorgio Surjan al Teatro Malibran.  Negli Stati Uniti un concerto era stato dato il 16 febbraio 1972 presso l'Accademia di Musica di Philadelphia, ma il primo spettacolo teatrale americano completo dell'opera fu messo in scena a Fort Worth (Texas) nel 1985. Nello stesso anno ha raggiunto New York, con una performance in concerto alla Alice Tully Hall, l'opera fu all'epoca descritta come una "rarità vera e propria". L'esecuzione di Fort Worth fu rapidamente seguita da ulteriori allestimenti americani in Iowa City e Boston. Il cosiddetto "Early Music Movement", che sostiene le prestazioni storicamente accurate del barocco e delle primissime opere, ha promosso due importanti produzioni di Agrippina nel 1985 e nel 1991 rispettivamente. Entrambe erano in Germania, la prima è stata nel Schlosstheater Schwetzingen, l'altro all'International Handel Festival di Göttingen.

### Riprese nel XXI secolo
Ci sono state numerose produzioni nel XXI secolo, tra cui una messa in scena "ultramoderna" nel 2002 del regista Lillian Groag alla New York City Opera. Questa produzione, ripresa nel 2007, è stata descritta dal critico del New York Times come "bizzarra... presentata come una grande satira, una versione di Io, Claudio, sulla falsariga di una Primavera per Hitler", anche se le esecuzioni musicali erano generalmente lodate in Gran Bretagna. L'English National Opera (ENO) mise in scena una versione in lingua inglese nel febbraio 2007, per la regia di David McVicar, che ricevette una risposta critica complessivamente favorevole, anche se il critico Fiona Maddocks individuò delle caratteristiche della produzione che sminuivano il lavoro: "la musica così spiritosa, inventiva e umano non richiede abbellimenti extra". Riprese recenti hanno utilizzato controtenori nei ruoli scritti per castrati.
Agrippina è considerata il primo capolavoro operistico di Händel; secondo Winton Dean ha pochi rivali per la sua "pura freschezza di invenzione musicale". Il libretto di Grimani ha avuto anch'esso molti elogi: The New Penguin Opera Guide la descrive come uno dei migliori Händel mai dati e loda il "tocco leggero" con cui i personaggi sono vividamente ritratti. Agrippina nel suo complesso è, a giudizio dello studioso John E. Sawyer, "la più convincente fra tutte le opere drammatiche del compositore ".

## Musica

### Stile

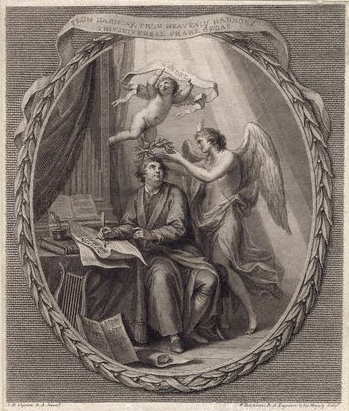
Un dipinto di Händel che riceve una corona di alloro da Santa Cecilia, santa patrona dei musicisti

Stilisticamente, Agrippina segue il modello standard dell'epoca alternando recitativi e arie da capo. In conformità con la convenzione dell'opera del XVIII secolo la trama è principalmente portata avanti nei recitativi, mentre l'interesse musicale e l'esplorazione dei personaggi avviene nelle arie, anche se in alcune occasioni Händel rompe questo modello utilizzando le arie per far mandare avanti l'azione. Con una sola eccezione le sezioni di recitativo sono secco ( "dry"), con una linea vocale semplice è accompagnata dal solo basso continuo. L'eccezione è nell'aria di Ottone "Otton, qual portentoso fulmine", dove si ritrova derubato del trono ed abbandonato dalla sua amata Poppea; qui il recitativo è accompagnato dall'orchestra, come mezzo per evidenziare il dramma. Dean e Knapp descrivono questa e l'aria di Ottone che segue, come "il punto più alto dell'opera". Il teorico musicale del XIX secolo Ebenezer Prout individua l'aria di Agrippina "Non ho cor che per amarti" per una lode speciale. Egli fa notare la gamma di strumenti utilizzati per gli effetti speciali, e scrive che "l'esame della partitura di questo aria probabilmente stupisce alcuni che pensano che l'orchestrazione di Händel manchi di varietà."
Händel nelle arie fece più uso del solito di accompagnamento orchestrale, ma per altri aspetti Agrippina è sostanzialmente tipica di una tradizione operistica più antica. Per la maggior parte le arie sono brevi, ci sono solo due brevi ensemble e nel quartetto e il trio le voci non si ascoltano insieme. Tuttavia lo stile di Händel sarebbe cambiato molto poco nei successivi 30 anni, un dato riflesso nelle recensioni di Tully Hall delle esecuzioni di Agrippina nel 1985 che riferiscono di una "serie di arie melodiose e di ensemble, ognuno dei quali potrebbe essere scambiato per il lavoro dei suoi anni della maturità a Londra.".

### Personaggi
Tra i personaggi principali, solo Ottone non è moralmente spregevole. Agrippina è una cospiratrice senza scrupoli; Nerone, anche se non è ancora il mostro che sarebbe diventato, è viziato e ipocrita; Claudio è pomposo, compiacente, una sorta di buffone, mentre Poppea, la prima delle bombe sexy di Händel, è anche una bugiarda e una civetta. I liberti Pallas e Narciso sono egocentrici e salaci. Tutti, però, hanno alcune caratteristiche notevoli e tutti hanno arie che esprimono emozioni genuine. Le situazioni in cui si trovano sono a volte comiche, ma mai farsesche, come Mozart nelle opere di Da Ponte, Händel evita di deridere i suoi personaggi.
In Agrippina l'aria da capo è la forma musicale utilizzato per illustrare il personaggio nel contesto dell'opera. Le prime quattro arie dell'opera esemplificano questo concetto: "Col saggio tuo consiglio" di Nerone, in tono minore e con un motivo discendente su la frase principale "il trono ascenderò" lo caratterizza come debole e irresoluto. La prima aria di Pallas "la mia sorte fortunata", con il suo "fraseggio melodico con ampi intervalli" si presenta come un'audace, eroica figura, in contrasto con il suo rivale Narciso la cui natura introspettiva si vede bene nella sua aria delicata "Volo Pronto", che segue immediatamente. L'Aria introduttiva di Agrippina "L'alma mia" ha una forma finto-militare, che riflette il suo potere verso l'esterno, mentre sottili fraseggi musicali stabiliscono il suo vero stato emotivo. Le arie di Poppea sono uniformemente luminose e ritmate, mentre la breve canzone d'amore di Claudio "Vieni o cara" dà un assaggio dei suoi sentimenti interiori, ed è considerata una delle gemme della partitura.

### Ironia
Il libretto di Grimani è pieno di ironia, che Händel riflette nella musica. Le sue impostazioni talvolta illustrano sia il significato superficiale, quando i personaggi tentano di ingannarsi l'un l'altro che la verità nascosta. Per esempio, nel primo atto l'aria "Non ho cor Che per amarti" Agrippina promette a Poppea che l'inganno non potrà mai rovinare la loro nuova amicizia, mentre la sta ingannando per distruggere ogni possibilità di Ottone per conquistare il trono. La musica di Händel evidenzia il suo inganno nella melodia usando il modo minore, mentre un semplice marcato accompagnamento ritmico suggerisce franchezza e sincerità. Nel terzo atto, l'annuncio di Nerone che la sua passione è finita e che lui non sarà più succube della stessa (in "Vieni nube che fugge dal vento") è impostato su una musica dolce-amara che suggerisce che egli sta ingannando se stesso. In  "Coronato il crin" di Ottone la natura agitata della musica è il contrario di ciò che il "euforico" tono del libretto suggerisce. I contrasti tra la forza del libretto e il colore emotivo della musica attuale si sarebbe sviluppata in una caratteristica costante nelle successive opere di Händel a Londra.

## Discografia
| Anno | Cast (Claudio, Agrippina, Nerone, Poppea, Ottone)                                  | Direttore            | Etichetta               |
| ---- | ---------------------------------------------------------------------------------- | -------------------- | ----------------------- |
| 1991 | Nicholas Isherwood, Sally Bradshaw, Wendy Hill, Lisa Saffer, Drew Minter           | Nicholas McGegan     | Harmonia Mundi          |
| 1992 | Alastair Miles, Della Jones, Derek Lee Ragin, Donna Brown, Michael Chance          | John Eliot Gardiner  | Philips                 |
| 2004 | Nigel Smith, Véronique Gens, Philippe Jaroussky, Ingrid Perruche, Thierry Gregoire | Jean-Claude Malgoire | Dynamic                 |
| 2011 | Marcos Fink, Alex Penda, Jennifer Rivera, Sunhae Im, Bejun Mehta                   | René Jacobs          | Harmonia Mundi          |
| 2019 | Luca Pisaroni, Joyce DiDonato, Franco Fagioli, Elsa Benoit, Jakub Józef Orliński   | Maksim Emel'janyčev  | Warner Classics - Erato |